# کوارندان
کوارندان (به انگلیسی: Quarndon) یک روستا و محله مدنی در بریتانیا است که در دره امبر واقع شده‌است. کوارندان ۴٫۴۹ کیلومتر مربع مساحت و ۹۳۳ نفر جمعیت دارد.